# Hagen Jobi
Hagen Jobi, eigentlich Hagen Julius Jobi (* 21. März 1947 in Berkau, Sachsen-Anhalt), ist ein ehemaliger Landrat des Oberbergischen Kreises und Mitglied in der CDU.

## Ausbildung und Beruf
Hagen Jobi besuchte die Volksschule, die er 1961 abschloss. 1963 erwarb er die Mittlere Reife. 1963 bis 1966 absolvierte er eine Ausbildung zum Groß- und Außenhandelskaufmann. An der Fachhochschule Köln belegte er ein Studium, das er 1973 als Betriebswirt (grad.) abschloss. Ab März 1973 arbeitete er als kaufmännischer Angestellter und ab Juni 1979 war er als Gesellschafter und Geschäftsführer tätig. Berufliche Erfahrung sammelte er in einer kleinen Versicherungsagentur.

## Politik
Hagen Jobi ist seit 1975 Mitglied der CDU. 1993 wurde er stellvertretender Vorsitzender des CDU-Kreisverbandes Oberbergischer Kreis und 1998 Vorsitzender der Kommunalpolitischen Vereinigung der CDU im Oberbergischen Kreis. Ab 1982 war er Stadtverordneter der Stadt Wiehl und ab 1984 Abgeordneter des Kreistages des Oberbergischen Kreises. Er war von 1999 bis 2004 stellvertretender Landrat des Oberbergischen Kreises.
Hagen Jobi war vom 2. Juni 2000 an direkt gewähltes Mitglied des 13., Landtages von Nordrhein-Westfalen für den Wahlkreis 028 Oberbergischer Kreis II. Er schied am 10. Oktober 2004 vorzeitig aus dem Landtag aus.
Nach dem Ausscheiden aus dem Landtag wurde er als Nachfolger von Hans-Leo Kausemann Landrat des Oberbergischen Kreises. Im März 2002 wurde er stellvertretender Landesvorsitzender des Bundes der Vertriebenen, Landesverband NRW. Hagen Jobi war Chef der Oberbergischen Kreisverwaltung mit annähernd 700 Mitarbeitern.
Jobi trat mit dem 21. Oktober 2015 in den Ruhestand. Für ihn wurde am 13. September 2015 Kreisdirektor Jochen Hagt (CDU) zum neuen Landrat des Oberbergischen Kreises gewählt. Dieser erhielt 51,9 % der gültigen Stimmen.
Jobi ist verheiratet und hat drei Kinder.
Er wurde 2012 Offizier des Treudienst-Ordens von Rumänien.
Ab dem 16. April 2015 steht Hagen Jobi dem Kreissportbund Oberberg e.V als 1. Vorsitzender vor.